# Experiencia matemática
Experiencia matemática es un libro publicado en 1981 por Philip J. Davis y Reuben Hersh que analiza la práctica de la matemática desde un punto de vista histórico y filosófico. Su primera edición obtuvo el premio National Book Award (EE. UU.) en el área científica el año 1983.

## Descripción
El libro trata de describir la experiencia de ser matemático y los desarrollos de la disciplina contra un telón de fondo de una historia y filosofía turbulentas. Se centra, sin entrar en muchos detalles de implementación, en el concepto de prueba, dando ejemplos de algunas demostraciones famosas; al mismo tiempo explicando algunos de los problemas matemáticos extantes (por ejemplo: la conjetura de Riemann, etc) para especular acerca del verdadero significado de demostración matemática, en relación con la verdad.
Otros tópicos incluyen la matemática en la educación y algunas consideraciones (todavía relevantes, a pesar de que tempranas) acerca de la aplicación de computadores a la matemática.
El libro ha sido citado por algunos matemáticos, en el sentido de que haya influido en sus decisiones de continuar a estudios de posgrado y ha sido considerado un clásico de la literatura matemática.
A pesar de esa recepción, generalmente positiva, fue criicado por   Martin Gardner, quien no compartía algunas de las visines filosóficas de los autores.
Una edición revisada (1998) incluye ejercicios y problemas, siendo más adecuada a la didáctica de la matemática. Hay también una “The Companion Guide to The Mathematical Experience”, Study Edition, ambas con la cooperación de Elena A. Marchisotto.
Adicionalmente los autores publicaron (1986) una continuación, bajo el nombre “Descartes' Dream: The World According to Mathematics” (editorial Harcourt) y ambos han publicado, independientemente, otras obras relacionadas, tales como “Mathematics And Common Sense: A Case of Creative Tension” de Davis y “What is Mathematics, Really?“ de Hersh.

## Citas y referencias
1. ↑   Davis y Hersh: “Experiencia Matemática” editorial Labor/MEC 1988.- ISBN 84-335-5138-8
2. ↑  "National Book Awards – 1983". National Book Foundation. Accedido 2012-03-07.
3. ↑  Julio Sancho (2003): Experiencia Matemática (reseña) Archivado el 4 de marzo de 2016 en Wayback Machine.
4. ↑  jkauzlar (perhaps James Joseph Kauzlarich?) (18 de septiembre 20002). «MathForge.net--Power Tools for Online Mathematics». Archivado desde el original el 2 de octubre de 2006. «One of the classics of mathematical literature,The Mathematical Experience, by Philip J Davis and Rueben Hersh, remains pertinent and fulfills its lofty ambitions even 20 years past its 1981 publication.»
5. ↑  Gardner, Martin (13 de agosto de 1981). «Is Mathematics for Real?». New York Review of Books: 37-40.
6. ↑   Philip J.Davis, Reuben Hersh: "El sueño de Descartes. El mundo según las matemáticas".-   Editorial: MEC Labor  (1989)  ISBN 84-335-5143-4

- Datos: Q7750659